# Казе Ђоја (Венеција)
Казе Ђоја (итал. Case Gioia) је насеље у Италији у округу Венеција, региону Венето.
Према процени из 2011. у насељу је живело 85 становника. Насеље се налази на надморској висини од 1 м.